# دلیریوم (فیلم ۱۹۸۷)
دلیریوم (انگلیسی: Delirium) با عنوانِ اصلیِ عکس جویا (ایتالیایی: Le foto di Gioia) فیلمی به کارگردانی لامبرتو باوا است که در سال ۱۹۸۷ منتشر شد. از بازیگران آن می‌توان به سرنا گراندی، جرج ایستمن، کاپوسین و سابرینا سالرنو اشاره کرد.